# Новоширокинське сільське поселення
Новоширо́кинське сільське поселення (рос. Новоширокинское сельское поселение) — сільське поселення у складі Газімуро-Заводського району Забайкальського краю Росії.
Адміністративний центр — селище Новоширокинський.

## Історія
Станом на 2002 рік існував Широкинський сільський округ (село Широка, селище Новоширокинський).

## Населення
Населення сільського поселення становить 1388 осіб (2019; 1404 у 2010, 1033 у 2002).

## Склад
До складу сільського поселення входять:
| Населений пункт          | Населення, осіб (2002) | Населення, осіб (2010) |
| ------------------------ | ---------------------- | ---------------------- |
| Широка, село             | 335                    | 443                    |
| Новоширокинський, селище | 698                    | 961                    |